# Southbury
Southbury è un comune di 19.677 abitanti degli Stati Uniti d'America, situato nella Contea di New Haven nello Stato del Connecticut.
All'interno del territorio del comune è presente il lago Zoar.